# 프랑스 르네상스
프랑스 르네상스는 15세기에서 17세기 무렵 프랑스에서 나타난 문예 운동이다. 같은 시기 유럽 전역에서 르네상스가 진행 중이었지만 프랑스에서 당대에 스스로를 르네상스라고 일컫지는 않았다. 르네상스라는 용어는 19세기 프랑스의 역사학자 쥘 미슐레가 고전 시대의 "부활"이라는 의미로 도입하였다.
프랑스 르네상스는 인문주의의 발전과 대항해시대의 전개에 따라 "신대륙"에 건설된 식민지 누벨프랑스의 설립과 같은 사회적 변화 속에 발전하였다. 프랑스에서 르네상스는 새로운 과학과 기술의 출현, 회화, 조각, 음악 등의 예술 양식의 변화, 새로운 양식의 건축물, 문학과 같은 문화 예술 전반으로 확산되었으며, 사교, 예절, 담론에 이르기까지 사회 전반에 새로운 기준을 부여하였다.
프랑스 르네상스의 시작을 정확히 언제부터다 라고 하기는 어렵지만 거칠게 잘라 1494년 프랑스의 샤를 8세가 이탈리아를 침공한 이탈리아 전쟁을 그 시작으로 본다. 1610년 앙리 4세가 암살 당하면서 낭트 칙령 이후 유지되었던 관용적 분위기는 막을 내리고 프랑스는 30년 전쟁으로 빠져들게 되었고 프랑스의 르네상스 운동 역시 끝을 맺었다.

## 배경

### 시대 구분
19세기 유럽의 역사학자들은 중세를 일종의 암흑기로 보았고 중세 암흑시대라는 표현이 자연스럽게 사용되고 있었다. 이 표현은 고대 로마의 붕괴 이후 문화 예술이 신학에 억눌려 인문주의적 발전이 이루어 지지 않았다는 판단에 바탕한 것이다. 르레상스(프랑스어: Renaissance)는 "부활"의 의미를 지니고 있으며 이 용어를 역사 시기의 구분에 도입한 사람은 19세기 프랑스의 역사학자 쥘 미슐레이다. 그는 르네상스가 고전 시대 문명을 계승하여 중세 암흑시대를 끝냈다고 생각하였다. 물론 이러한 관점은 이후 여러 차례 비판되었으며 특히 요한 하위징아는 《중세의 가을》에서 프랑스와 부르고뉴 공국의 르네상스적 삶의 양식은 사실 중세의 연장선에서 파악되어야 한다고 주장하였다. 오늘날 역사학계는 중세를 더 이상 암흑기로 보지 않는다.
일반적으로 르네상스는 이탈리아의 피렌체, 피사, 베네치아와 같은 도시 국가들에서 일어난 사회, 예술, 문화의 변화를 가리킨다. 이후 르네상스 양식은 유럽 전역으로 전파되었다. 프랑스의 르네상스 역시 이러한 시대적 배경 위에 여러 역사적 사건들이 영향을 주며 형성되었다. 약간의 차이가 있지만 프랑스 르네상스의 전개 시기는 대체적으로 근세 프랑스 시기와 겹친다.

### 인문주의

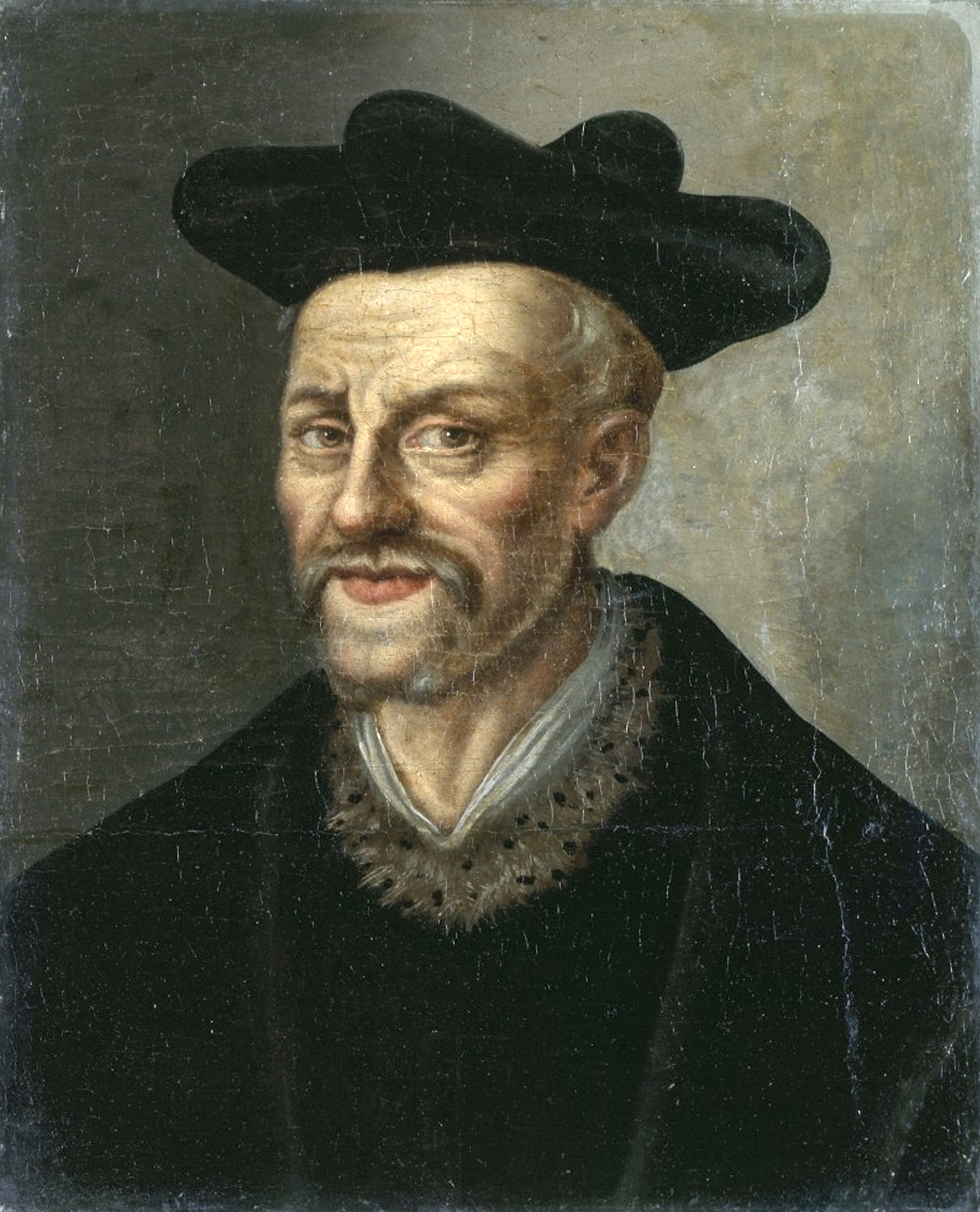
프랑수아 라블레

르네상스 시기 유럽은 인문주의가 한창이었고 르네상스 문예운동과 인문주의는 서로에게 큰 영향을 주었다. 르네상스 인문주의자로 분류되는 에라스무스, 로렌초 발라, 기욤 부데 등은 고전 고대로 불리는 고대 그리스와 고대 로마의 문예를 다시 발견하였다. 프랑수아 라블레와 같은 프랑스 르네상스 인문주의자들은 고전 고대의 여러 문학을 재발견하여 보급하였고, 이를 기반으로 인간의 자유 의지를 강조하였다. 기존 유럽의 윤리학이 신에 대한 순종과 엄격한 금욕주의에 치우쳐 있었던 것에 반해 인문주의는 인간은 자유로운 주체로서 스스로의 의지로 윤리적 행동을 할 수 있다고 보았다. 인문주의의 이러한 사상과 활동은 고대 신화를 소재로 한 각 종 예술, 인간의 욕망을 긍정하는 삶의 태도 등 이전과 다른 생활 양식이 나타나는 데 밑바탕이 되었다.

### 성장하는 왕권
프랑스 르네상스 시기는 프랑스의 역사에서 발루아 왕가 후기에 해당한다. 중세 시기 전형적인 프랑스의 정치적 상황에서 국왕은 봉건 영주들의 수장일 뿐 직할령 이외의 지역에서 직접적인 통치력을 발휘할 수 없었다. 나머지 지방은 독립적인 봉건 영주들의 자치령이었다. 특히 부르고뉴 공국, 앙주 공국, 브르타뉴 공국, 노르망디 공국 등은 사실상 독립국과 같은 힘을 지니고 있었다. 이는 노르망디 공국의 수장을 겸했던 잉글랜드 왕국의 군주 에드워드 3세가 봉신 서약에도 불구하고 프랑스의 왕위를 주장하고 백년전쟁을 벌일 수 있었던 배경이기도 하다.
백년전쟁 이후 프랑스 왕실은 프랑스 내의 영향력을 높이기 위해 꾸준히 직할령을 늘렸고 기존의 봉건 영주들은 왕실의 이러한 행동에 종종 반란을 일으켜 불만을 표출하였다. 광기 전쟁으로 불리는 15세기 말 봉건 영주의 반란은 결국 브르타뉴 공국이 왕실 직할령이 되는 것으로 끝을 맺었다. 이후로도 프랑스의 봉건 영지는 점차 줄어들고 왕실 직할령이 늘어 프랑스는 점차 중앙집권제의 모습을 갖추게 되었다.
| 공국          | 존손 기간       |
| ------------- | --------------- |
| 노르망디 공국 | 996년 ~ 1259년  |
| 브르타뉴 공국 | 939년 ~ 1547년  |
| 아키텐 공국   | 602년 – 1453년  |
| 앙주 공국     | 1360년 – 1482년 |
| 부르고뉴 공국 | 1032년 ~ 1477년 |

1477년 무렵의 프랑스. 국왕의 직할령과 봉건 영주의 자치령이 뒤섞여 있다.

점차 권력이 커져가는 왕실은 다양한 방법으로 귀족들에 대한 장악력을 높일 필요가 있었다. 장 보댕이 주장한 왕권신수설은 국왕의 권력을 신성불가침한 것으로 만들려는 왕실의 의도와 맞아 떨어졌고, 국왕은 군사력 뿐만 아니라 학술과 문화의 수호자를 자처할 필요가 있었다. 인문주의 소양을 교육 받은 프랑수아 1세는 이탈리아에서 안드레아 델 사르토와 레오나르도 다 빈치 등 예술가를 불러들이는 한편 블루아성을 개보수하고 샹보르성을 새로 짓는 등 국왕의 위엄을 높이는 건축으로 왕권을 강화하고자 하였다. 이러한 문화 정치에는 막대한 예산이 소요되었으나 새롭게 편입된 직할지로 왕실은 전에 없던 예산을 확보할 수 있었다. 프랑스 르네상스 시기 계속된 왕권 강화의 노력은 절대군주제의 바탕이 되었다.
프랑수아 1세의 뒤를 이은 앙리 2세는 메디치가의 카트린 드 메디시스와 결혼하여 이탈리아의 문화와 예술을 프랑스에 도입하여 새로운 문화를 창출하고자 하였다. 카트린 드 메디시스는 프랑스 르네상스 양식의 출현에 큰 영향을 주었고, 이 시기 도입한 궁중 축제는 이후 프랑스 왕실의 특징이 되었으며 근세 프랑스에서 사교계를 형성하는 바탕이 되었다.

## 미술
15세기 후반 프랑스는 이탈리아를 침공 하였고 비슷한 시기 프랑스 왕가와 경쟁 관계에 있던 부르고뉴 공국은 플랑드르와 연계하여 이탈리아와 각종 교역을 진행하면서 이탈리아 르네상스와 북부 르네상스의 가교 역할을 하였다. 이러한 과정을 통해 많은 이탈리아적 예술 양식이 프랑스로 유입되었고, 로소 피오렌티노, 프란체스코 프리마티초, 니콜로 델라바테와 같이 이탈리아에서 이주 해 왔거나 장 클루에와 그의 아들 프랑수아 클루에와 같이 이탈리아 양식에 영향을 받은 화가들이 1531년 무렵부터 1차 퐁텐블로파를 형성하였다.
1516년 프랑수아 1세는 레오나르도 다빈치를 앙부아즈성에 초빙한 뒤 자신의 여름 별장이었던 클로 루체를 작업실로 쓰도록 하사하였다. 다빈치는 당대에 이미 유명한 화가였고 프랑스로 이주하면서 그의 작품 《모나리자》, 《성 안나와 세례자 요한과 함께 있는 성모자》, 《세례자 요한》을 가져왔고 이 작품들은 오늘날 루브르 박물관에 소장되어 있다.
프랑수아 1세에서 앙리 4세에 이르는 시기의 프랑스 미술은 당시의 이탈리아 미술과 함께 묶여 매너리즘으로 불린다. 매너리즘 양식의 미술은 주제에 대한 알레고리의 배치와 같은 기법으로 그림에 이야기를 부여하였고 성서나 고전 고대의 신화를 주요 주제로 삼았다. 인문주의 소양에 밝은 사람이라면 그림 속 알레고리를 통해 그림이 전하고자 하는 이야기가 무었인지를 읽어낼 수 있었다.
이 시기 프랑스 예술가로는 사실적 인물 묘사로 유명한 투르의 장 푸케, 채식필사본의 대가였던 장 구종과 조각가였던 제르맹 필롱 등이 있다.
앙리 4세 시기의 투생 듀브릴, 마르탱 프레미네, 앙브루아즈 뒤부아 등이 퐁텐블로궁에서 작업하여 2차 퐁텐블로파로 불리게 되었다. 앙리 4세의 왕비였던 마리 드 메디시스는 플람스인 화가 페테르 파울 루벤스를 프랑스로 초빙하였고, 루벤스는 뤽상부르궁에 많은 대작을 남겼다. 프란스 포르부스 2세 역시 플람스 출신의 화가로 파리에서 활동하였다.
프랑스 외곽의 로트링겐 공국에서는 자크 벨랑주, 클로드 드뤼에, 자크 칼로와 같은 화가들이 기존의 매너리즘 양식과는 매우 다른 독특한 화풍의 작업을 하고 있었다. 이들의 작품은 선정적인 주제를 표현하여 종종 에로틱 매너리즘으로 불린다. 매너리즘이 나타내던 신화 속 인물들은 점차 보다 격정적인 욕망을 드러내기 시작하였고 이러한 분위기는 훗날 바로크 미술로 이어지게 된다.

### 갤러리

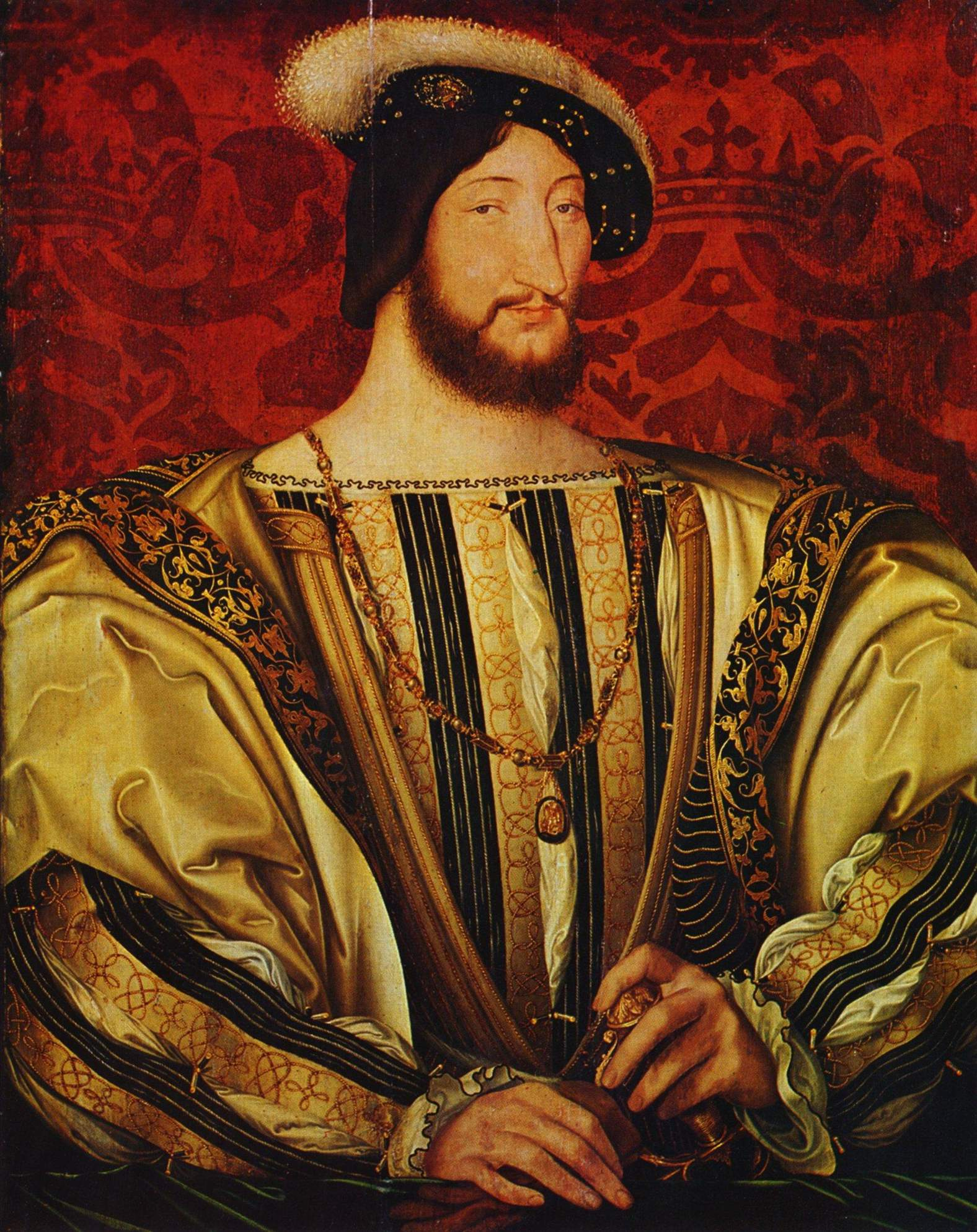
1535년 무렵 장 클루에와 그의 아들 프랑수아 클루에가 제작한 프랑수아 1세의 초상
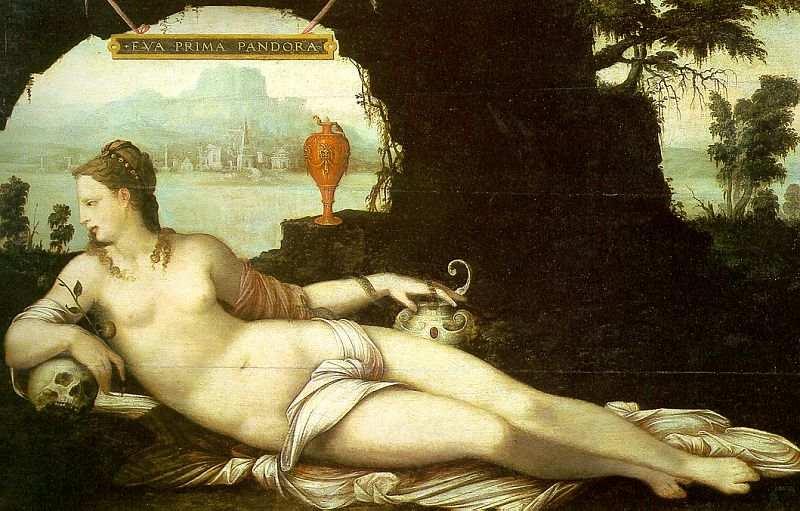
1550년 무렵 대 장 쿠쟁의 《최초의 판도라, 이브》
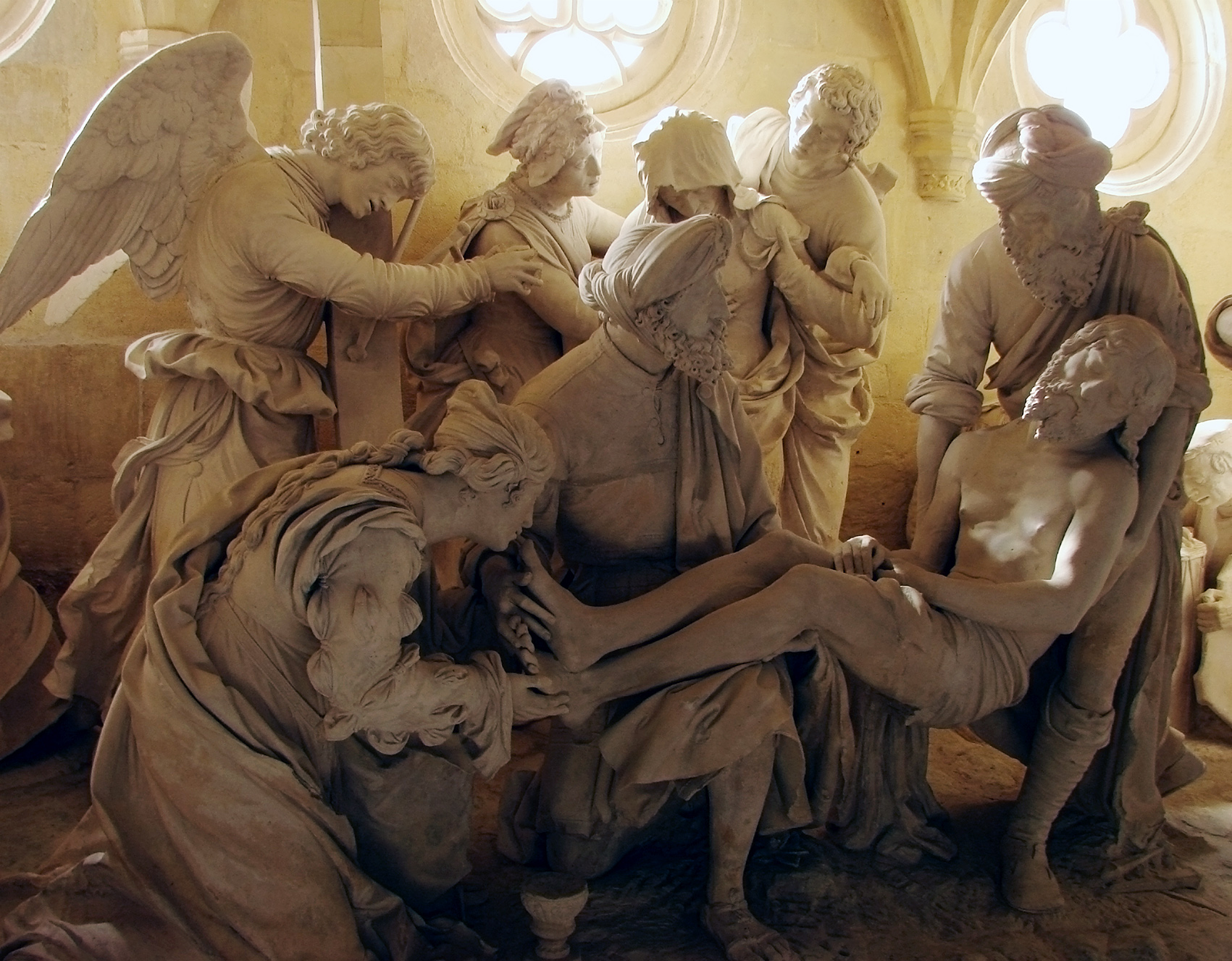
리지에 리시에, 생미이엘 생에티엔 성당, 《그리스도의 비탄》
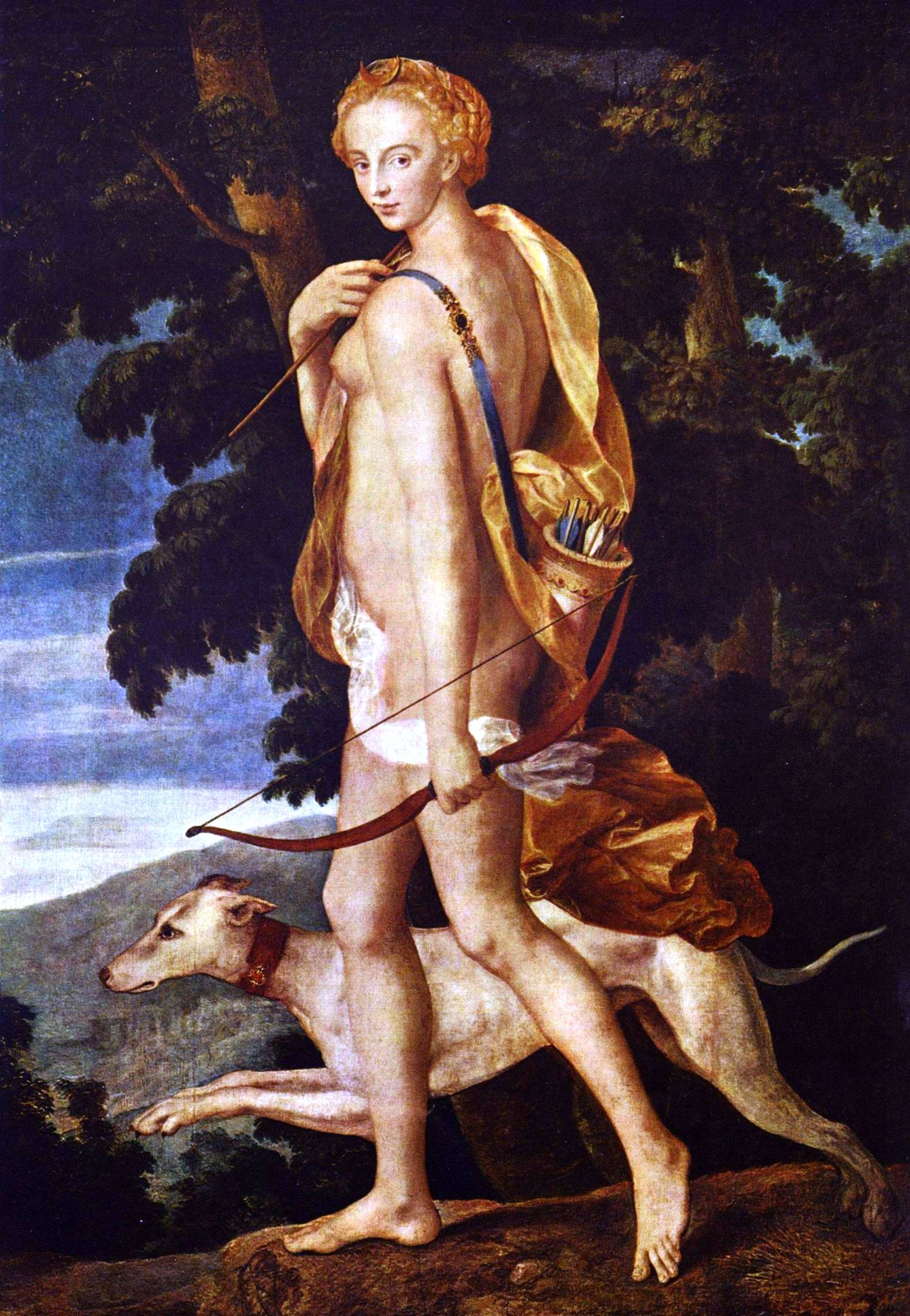
퐁텐블로파, 《사냥하는 디아나》 (1550년–1560년) (루브르).
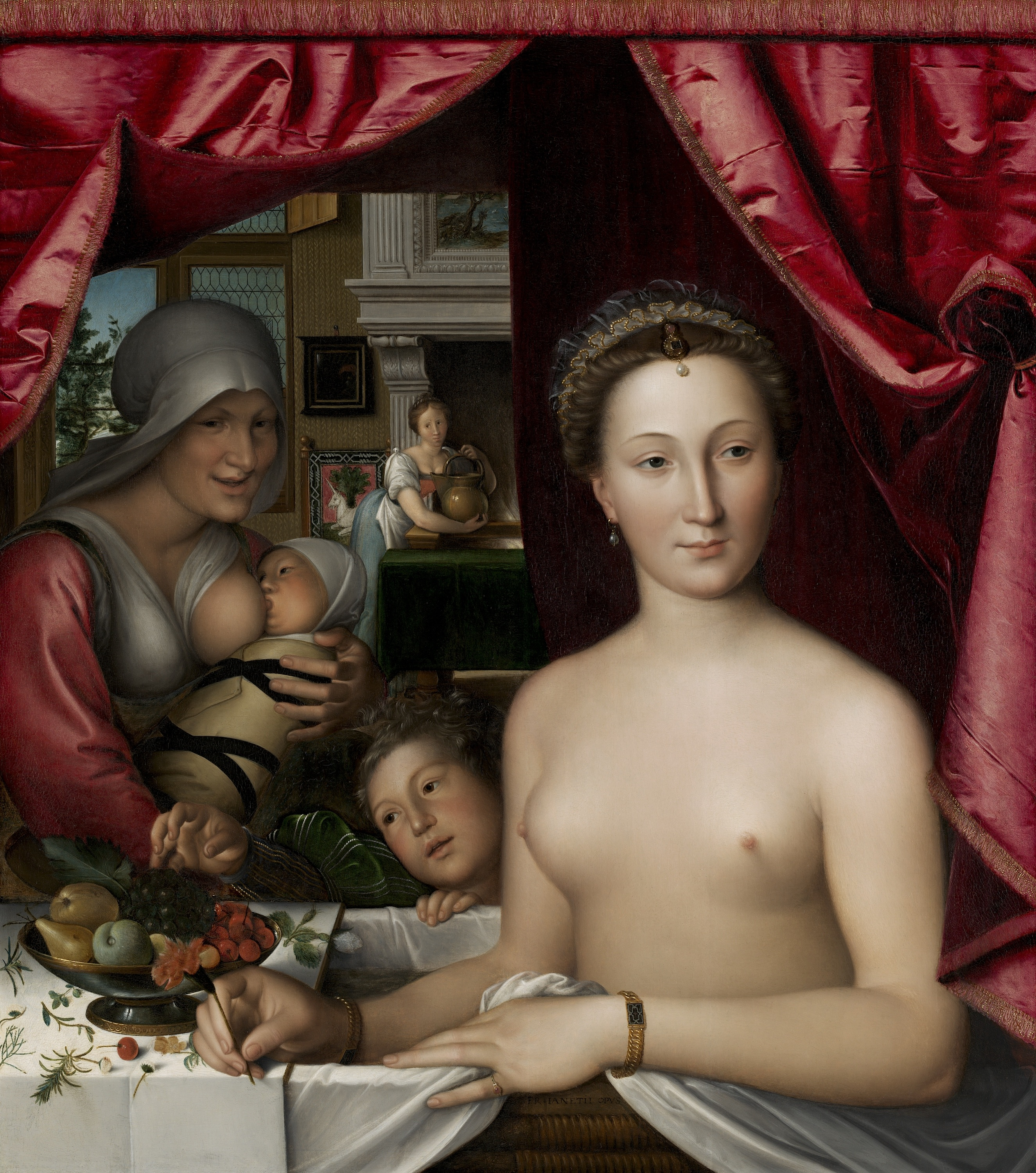
프랑수아 클루에, 《욕조에 든 여인》, 1570년 무렵 (워싱턴 국립미술관).
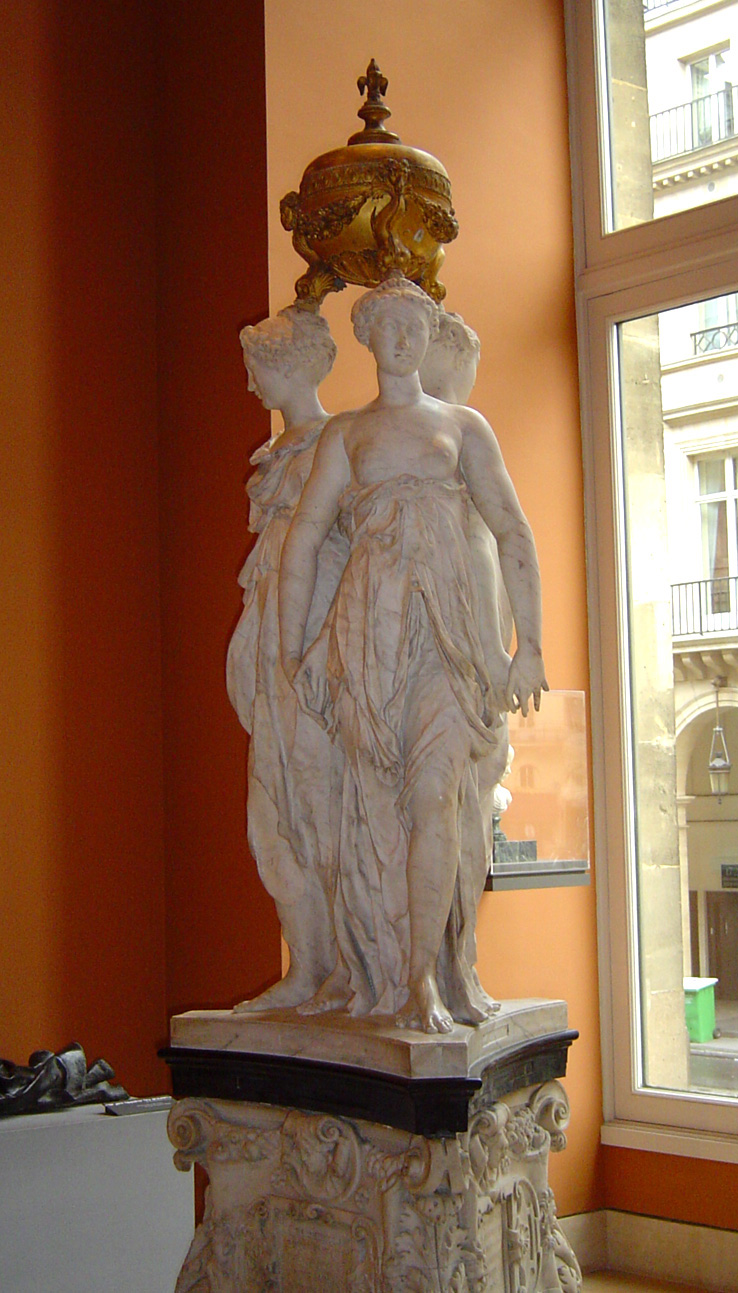
제르맹 필론,《앙리 2세의 심장》
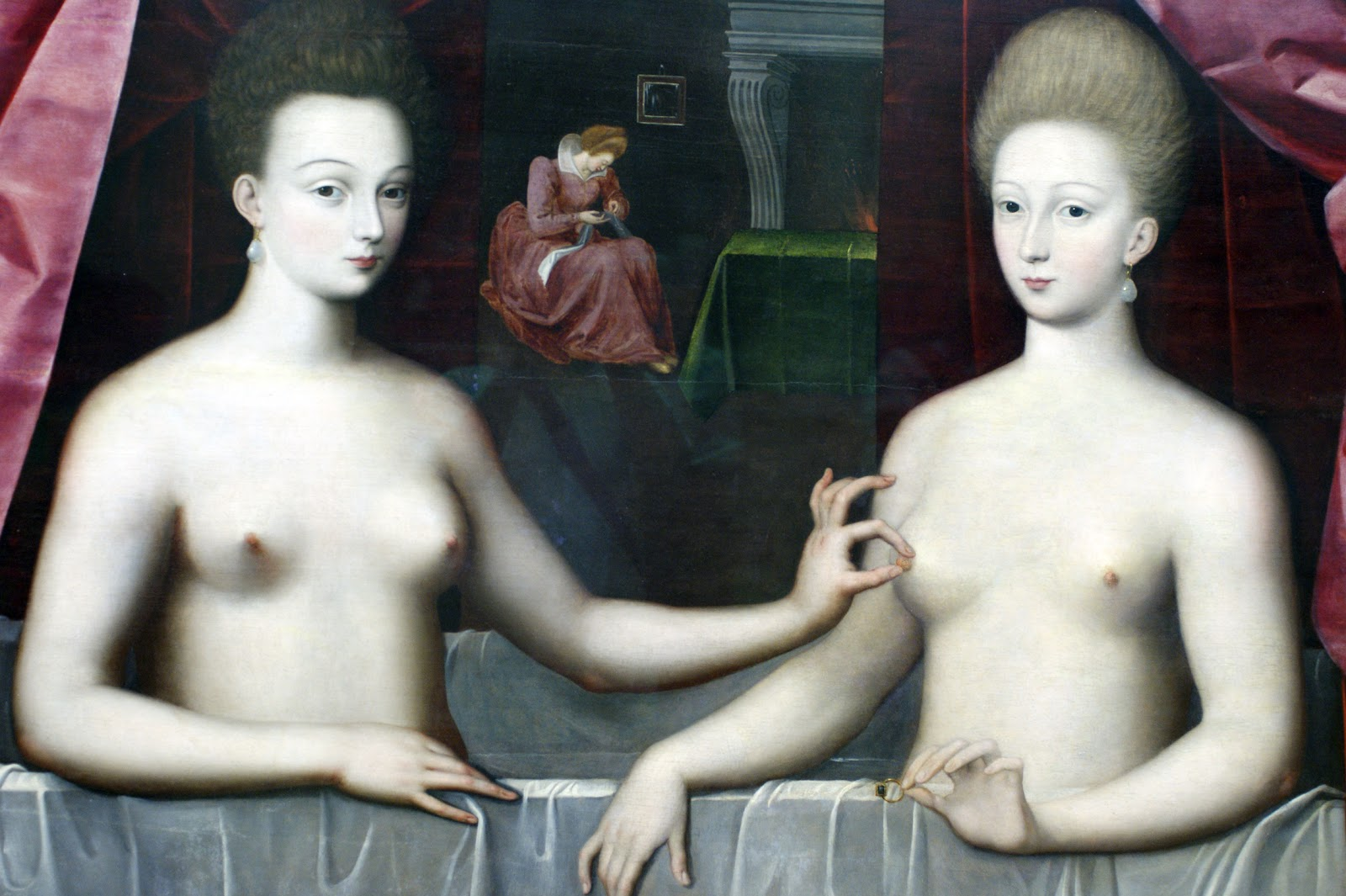
퐁텐블로파,《가브리엘 데스트레와 빌라 공작의 초상》, 1594년 무렵
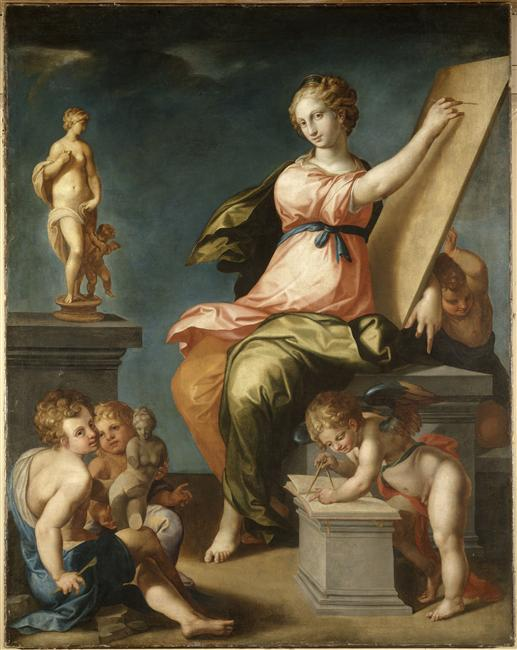
앙브루아즈 뒤부아, 《회화와 소묘의 알레고리》
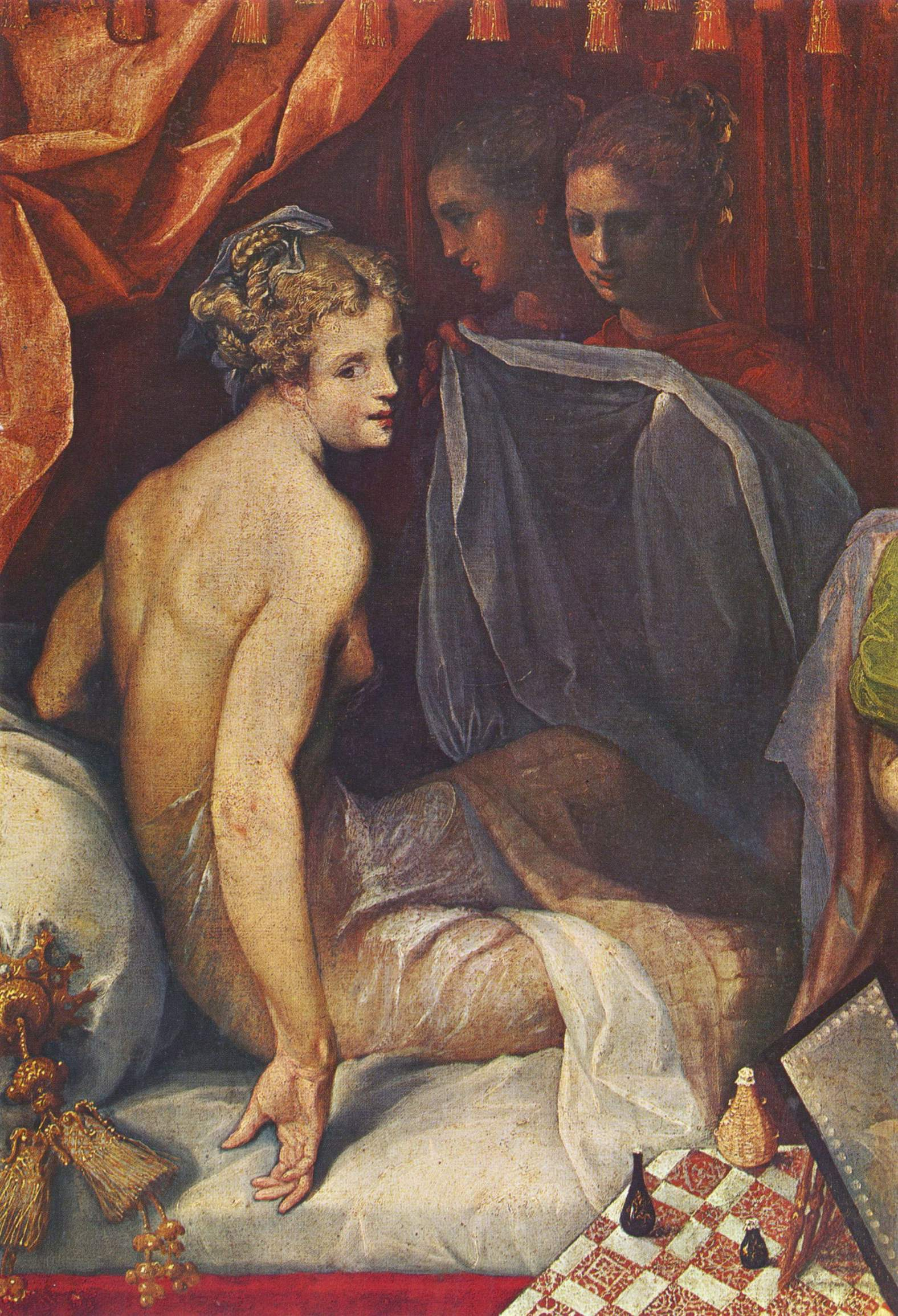
투생 듀브릴 , 《아침 화장대에 있는 이아킨트와 클리멩》, 피에르 드 롱사르의 《프랑시아드》의 한 장면, 1602년 무렵 (루브르)
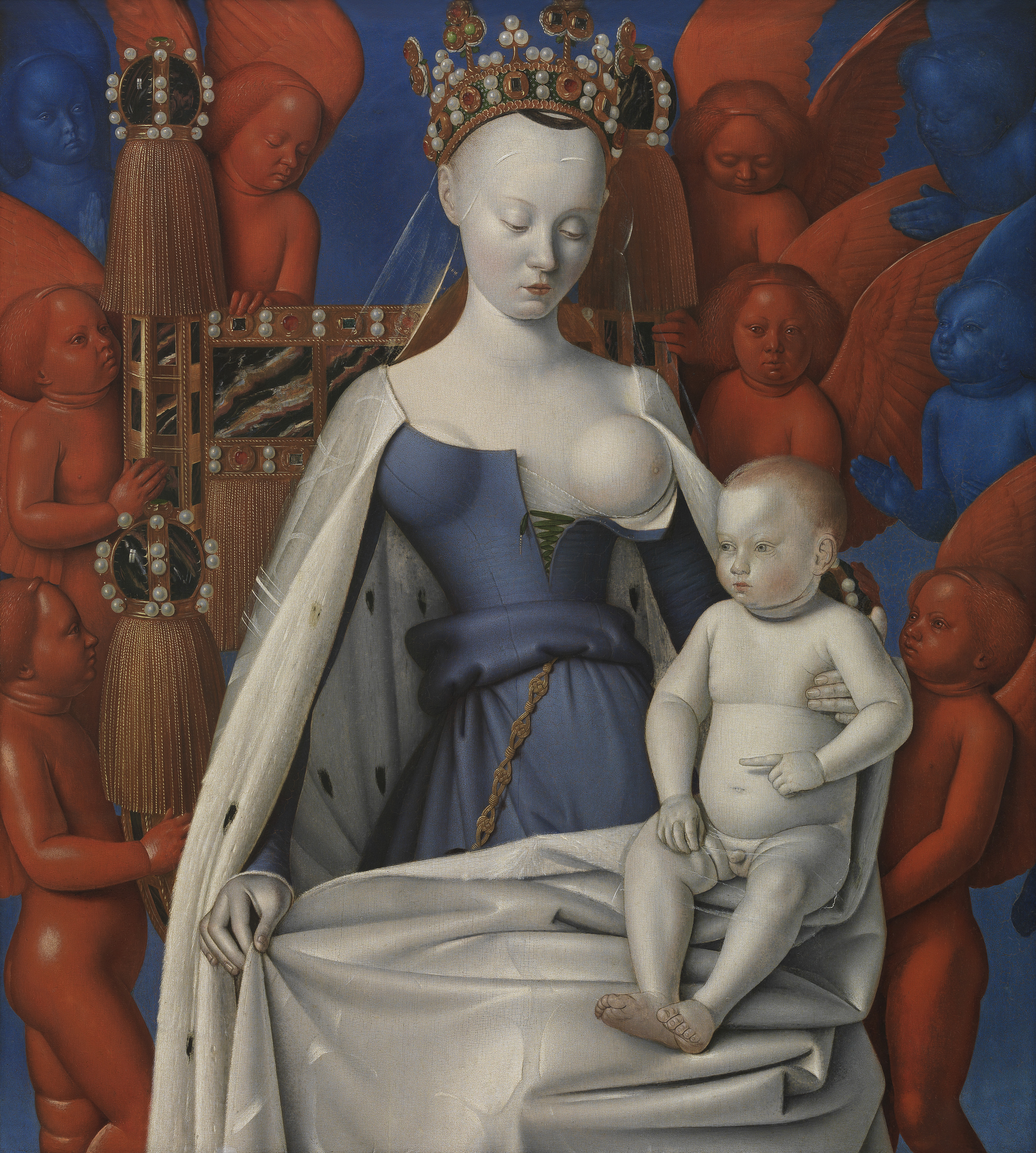
장 푸케의 《믈룅 이면화》의 왼편에 그려진 《천사들에 둘러싸인 성모자》, 1450년 무렵

## 건축
루아르 계곡의 샤토는 프랑스 르네상스 시기의 대표적 건축물의 하나이다. 중세 시기 요새의 역할도 겸해야 하였던 샤토는 르네상스 시기로 오면 요새라기 보다 화려한 대저택으로 건축되기 시작하였고 루아르 계곡의 샤토는 건물을 루아르강과 맞닿도록 배치하여 화려함을 더했다.
파리의 옛 요새 루브르궁 역시 피에르 레스코의 설계로 개축되어 르네상스 샤토를 대표하는 건물이 되었다. 루브르궁 서쪽으로 카트린 드 메디시스를 위해 건축된 튀일리궁이 세워졌다. 튀일리궁에는 정원과 함께 석굴을 조경하였다.
앙리 4세 즉위 후 파리는 대도시로 성장하기 시작하였고 센강에 새로 놓인 퐁뇌프 다리, 보주 광장, 도핀 광장과 같은 광장이 세워졌으며 루브르 역시 확장되었다.

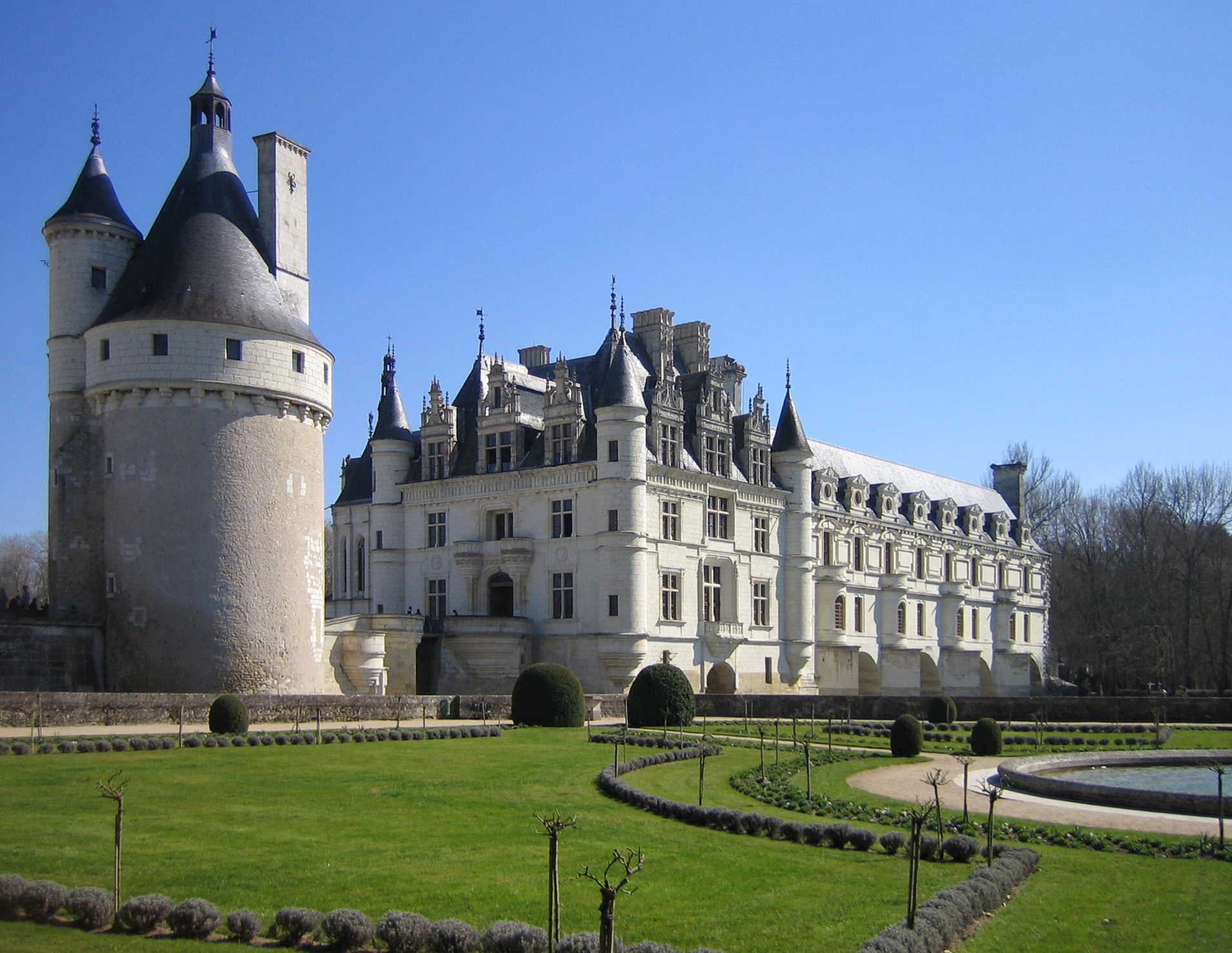
슈농소성 (1515년-1521년), 필리베르 드 로름 설계
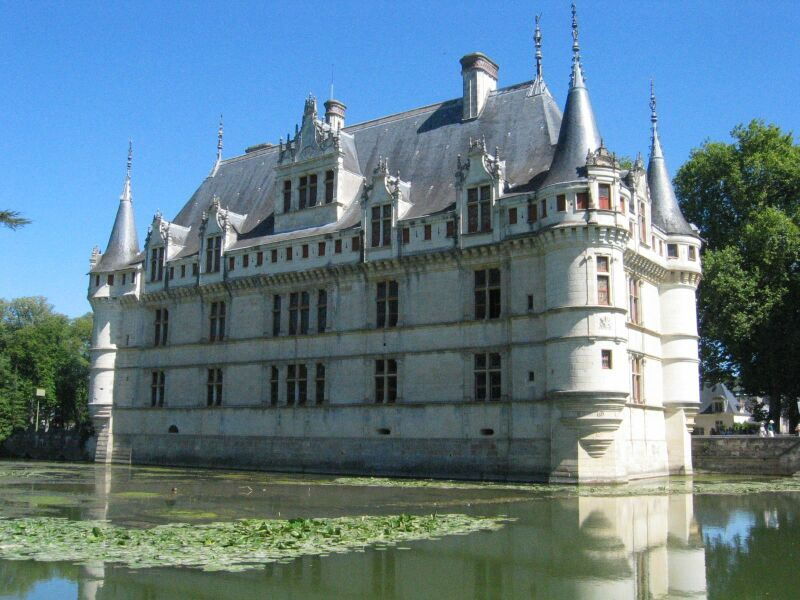
샤토 다제르리도 (1518년-1527년)
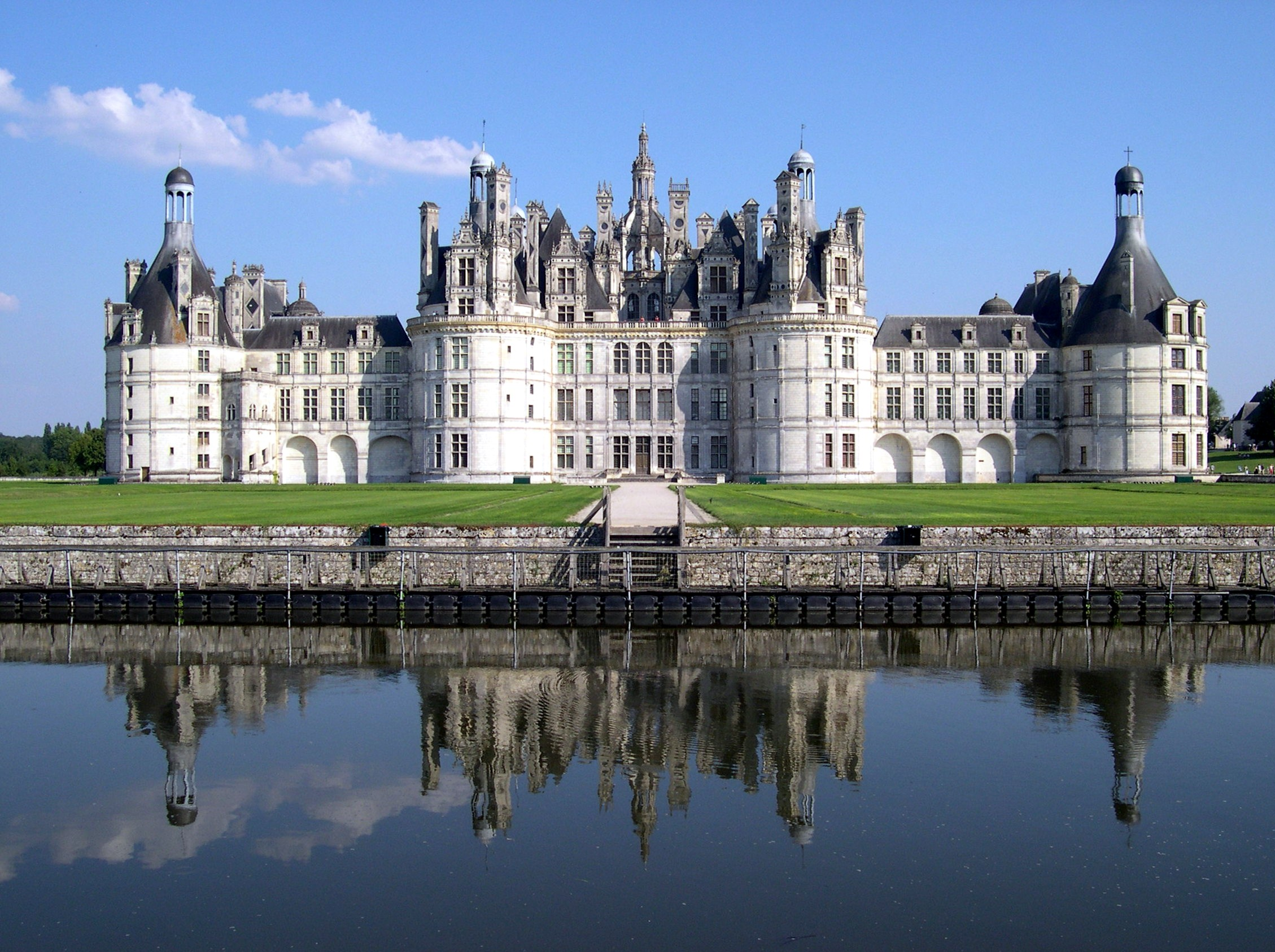
샤토 드 샹보르 (1519년–1547년)
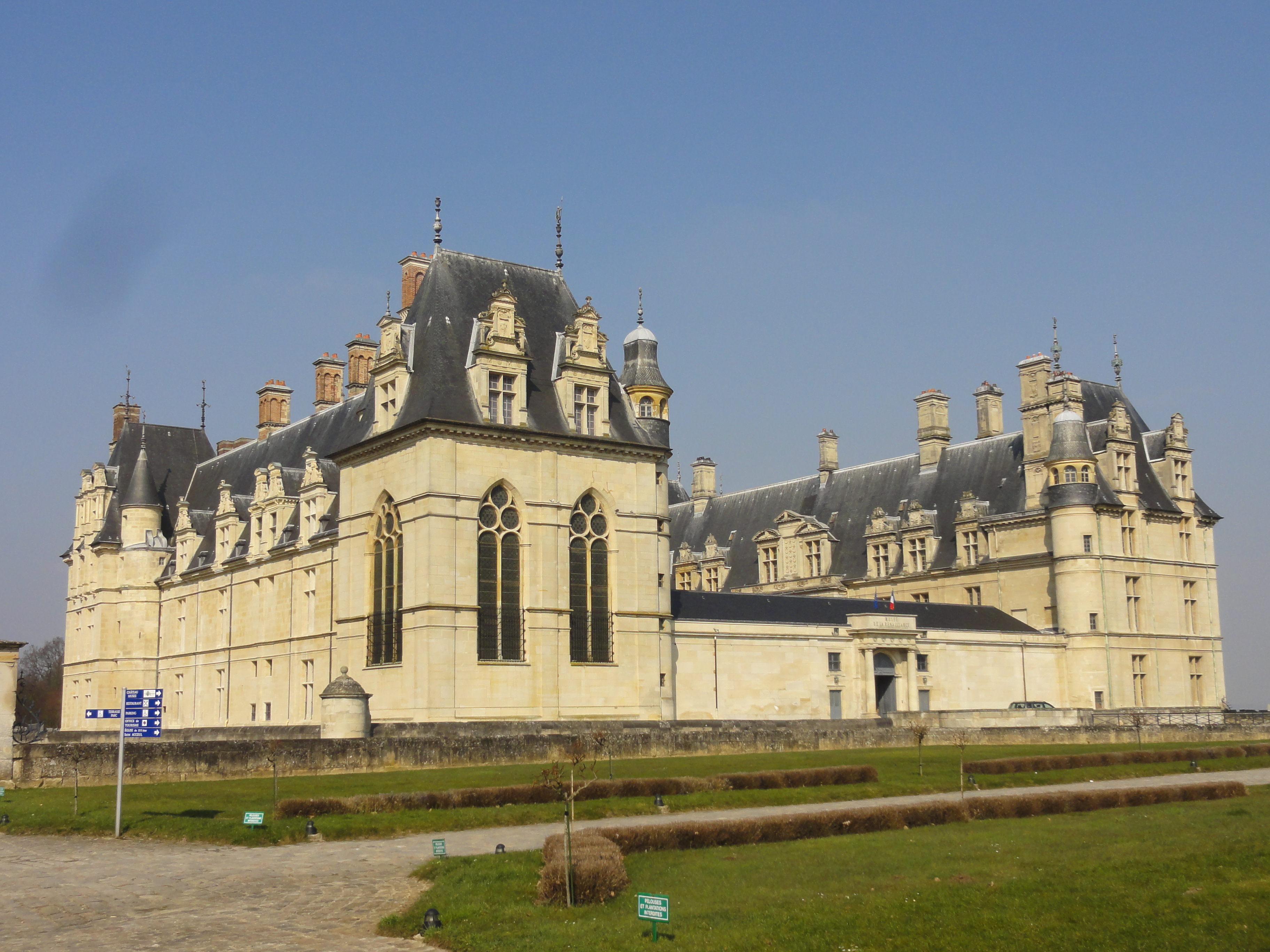
샤토 데쾅 (1538년-1550년)
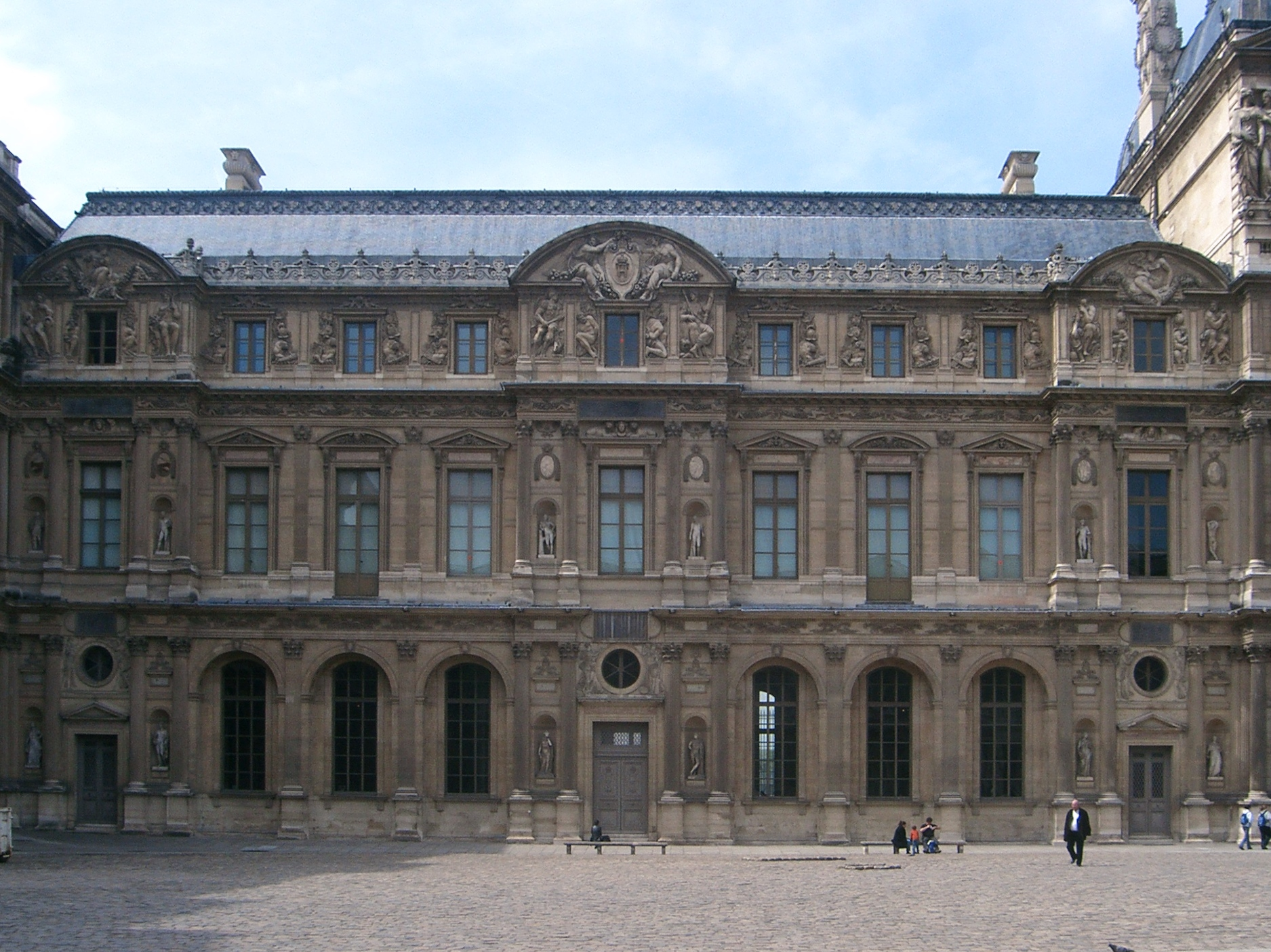
피에르 레스코가 설계한 루브르궁의 익면(1546년-1556년)
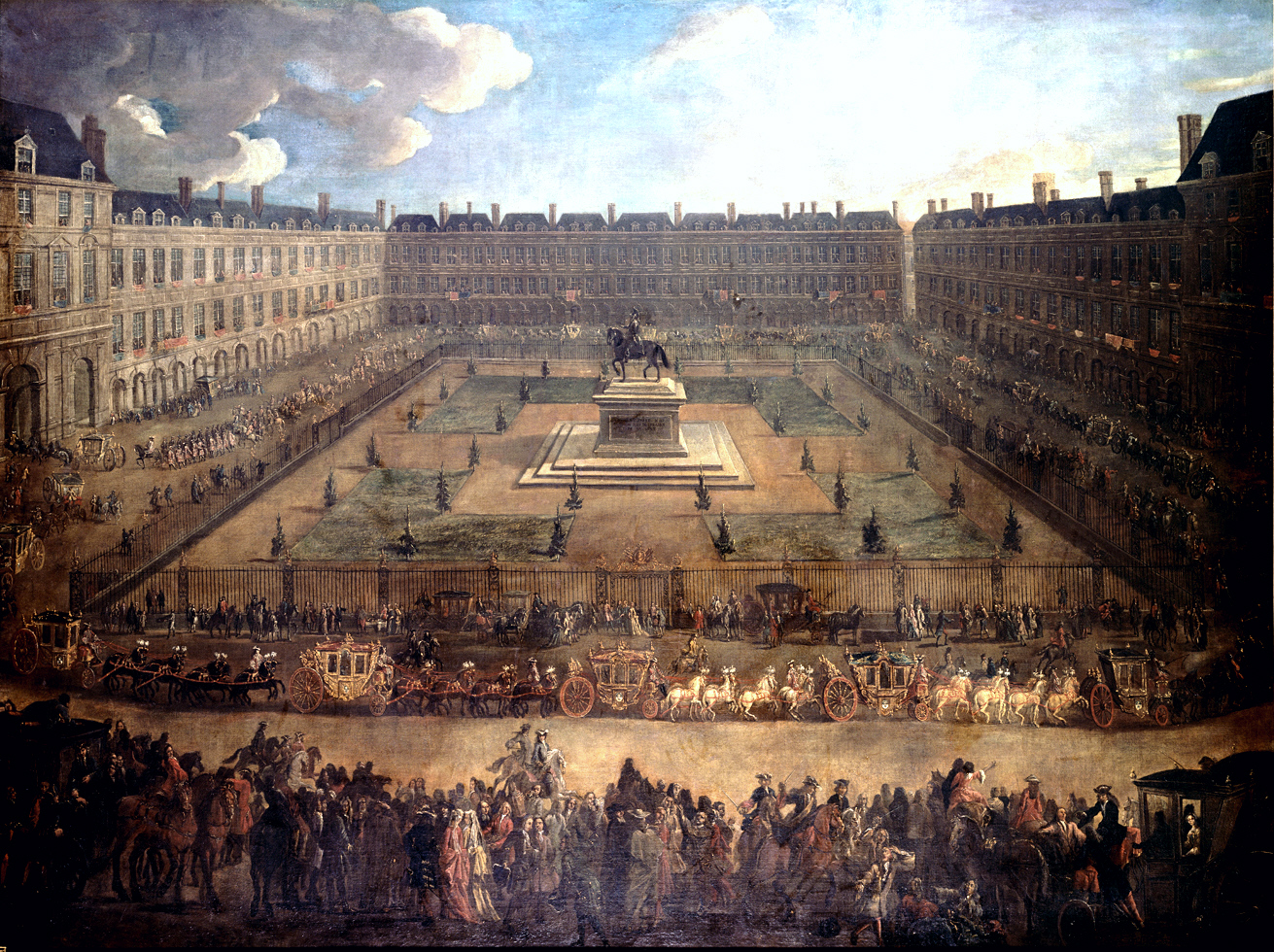
보주 광장 (1605년-1612년)
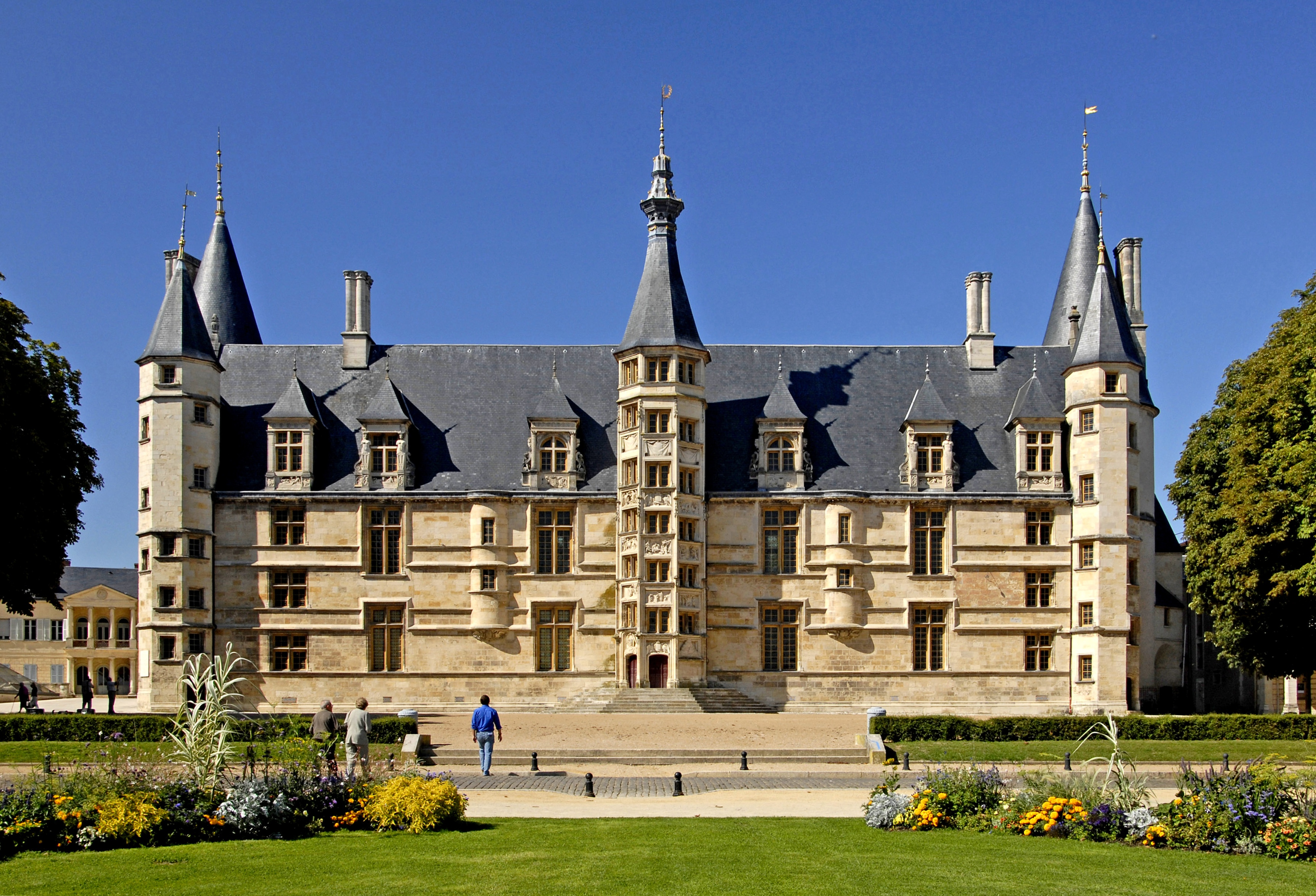
느베르 공작궁
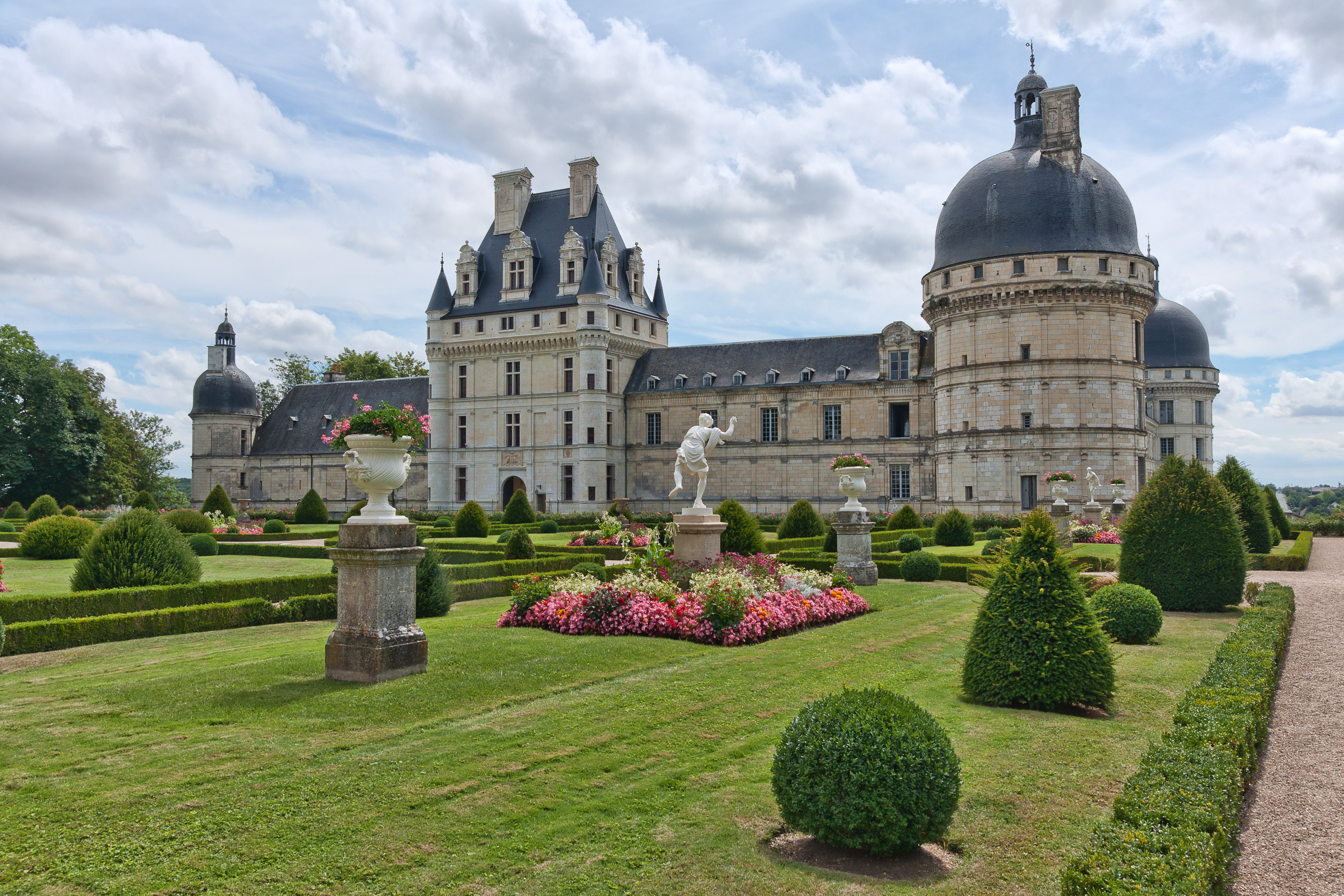
발랑세성

## 정원
프랑스 르네상스 시기 정원은 기하학적 도형에 맞추어 배치된 식물들이 대칭을 이루는 파르테르 구성을 특징으로 한다. 여기에 연못, 자갈과 모래로 포장한 산책로, 곳곳의 정자와 그 사이를 흐르는 인공 개천과 폭포를 두어 화려함을 더했다. 파르테르는 종종 미로로 구성되었고, 경우에 따라 석굴을 안치하기도 하였다. 샤토의 주변으로 펼쳐진 이러한 정원은 프랑스 르네상스 시기의 특색 있는 상징 가운데 하나가 되었다.

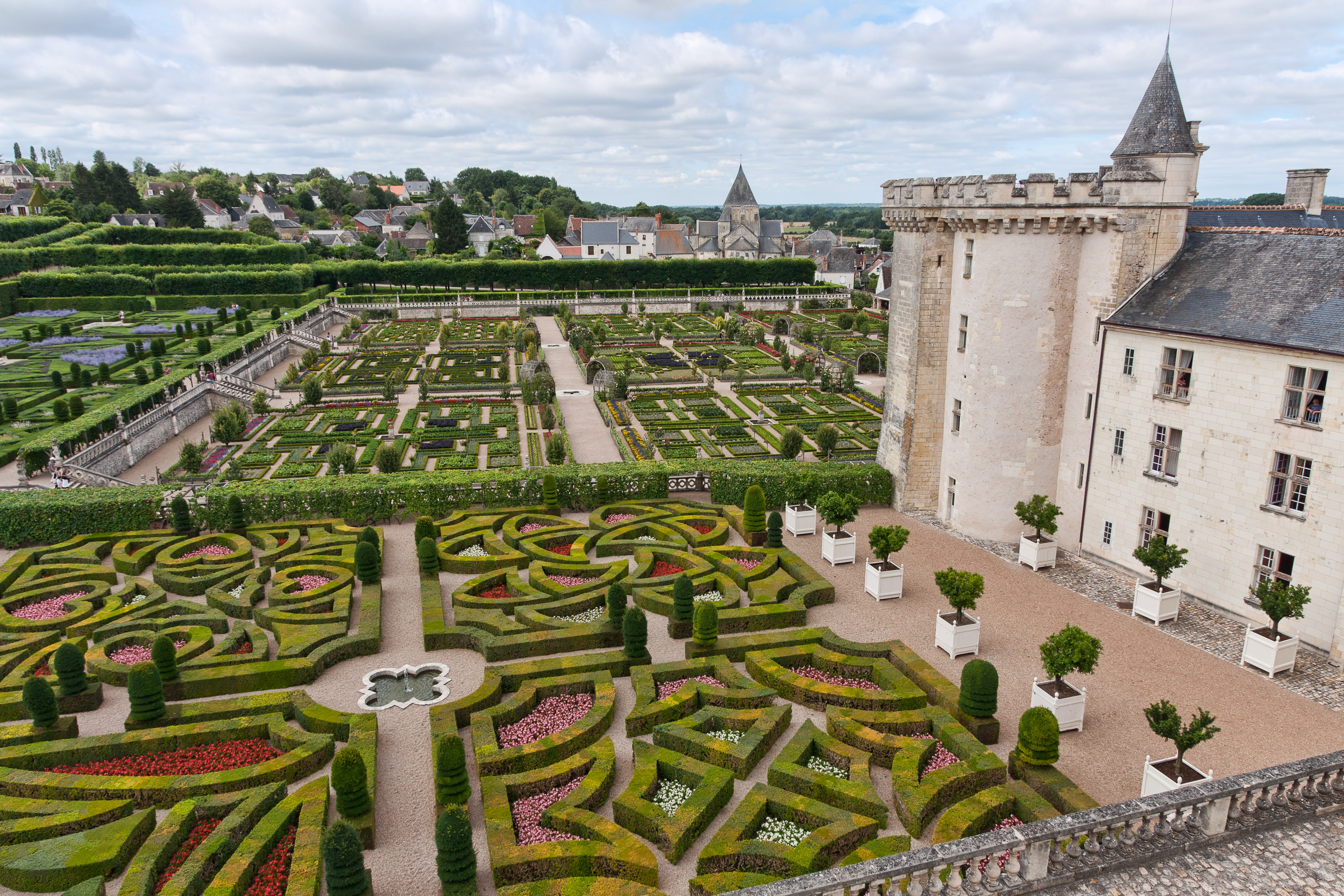
빌랑드리성의 정원
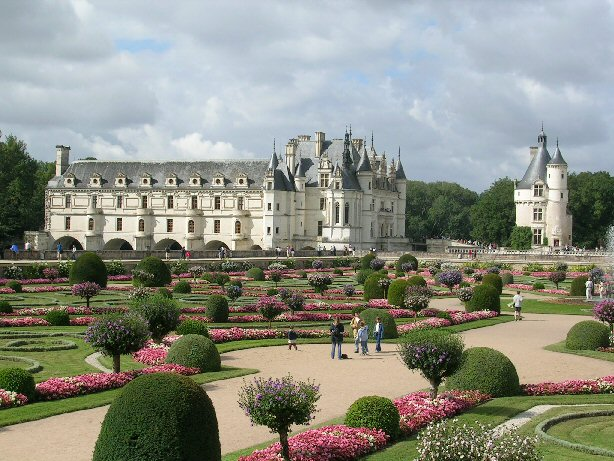
슈농소성의 디안 드 푸아티에 정원
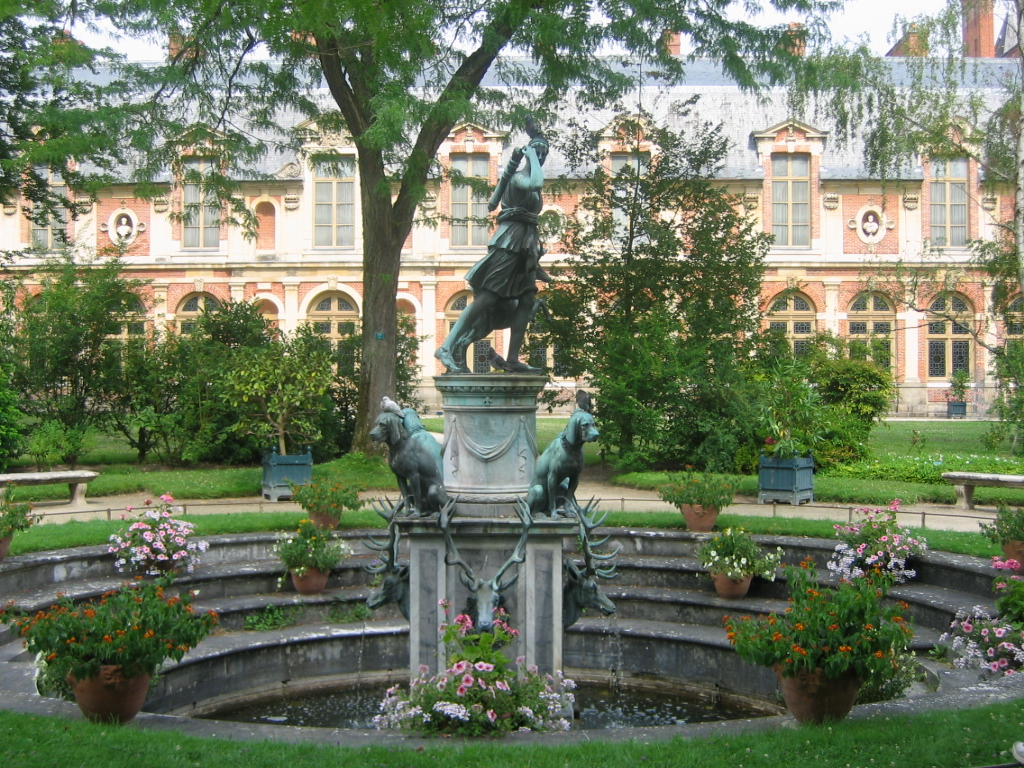
퐁텐블로궁의 디아나 분수
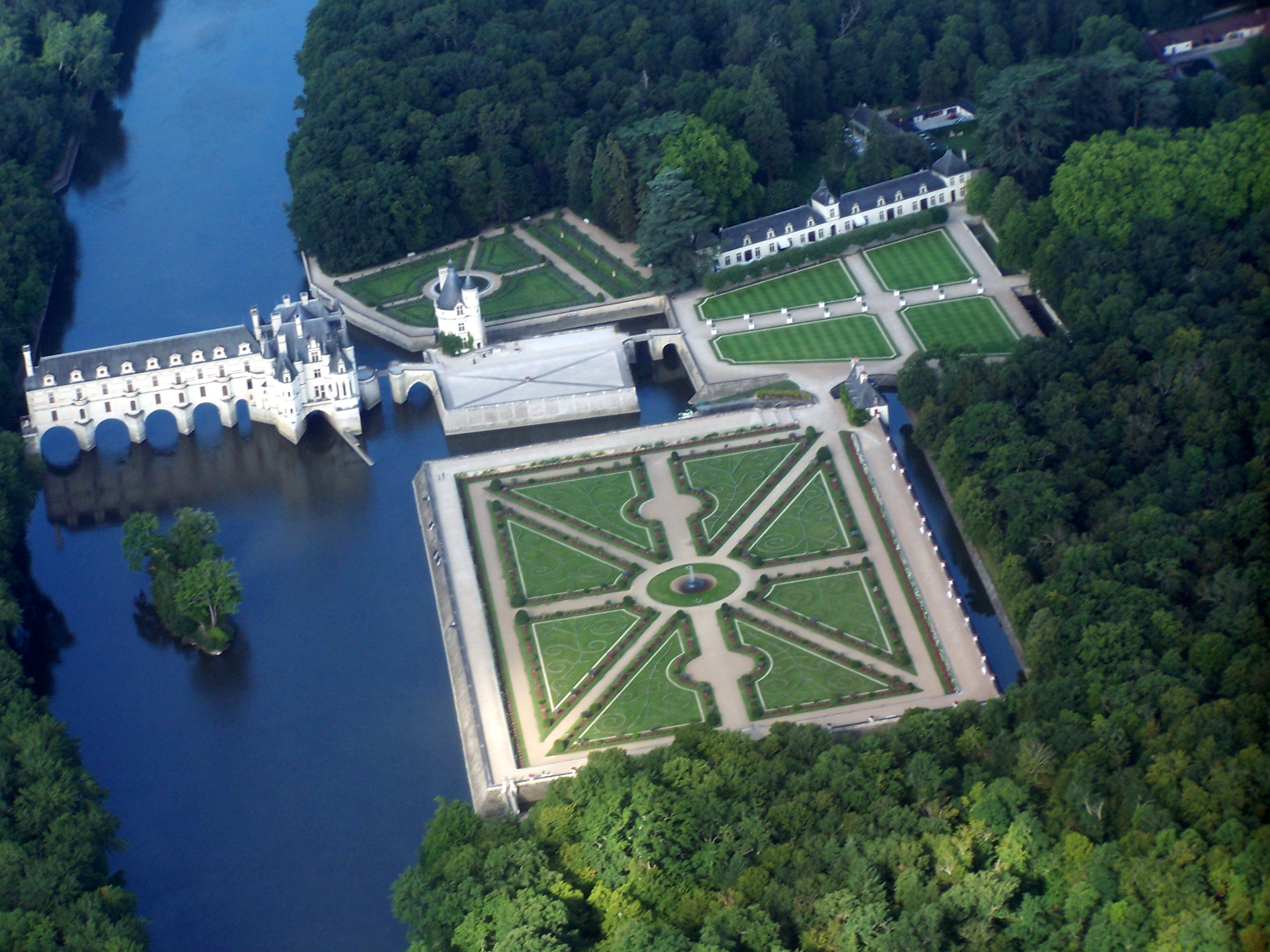
슈농소성 정원의 조감도
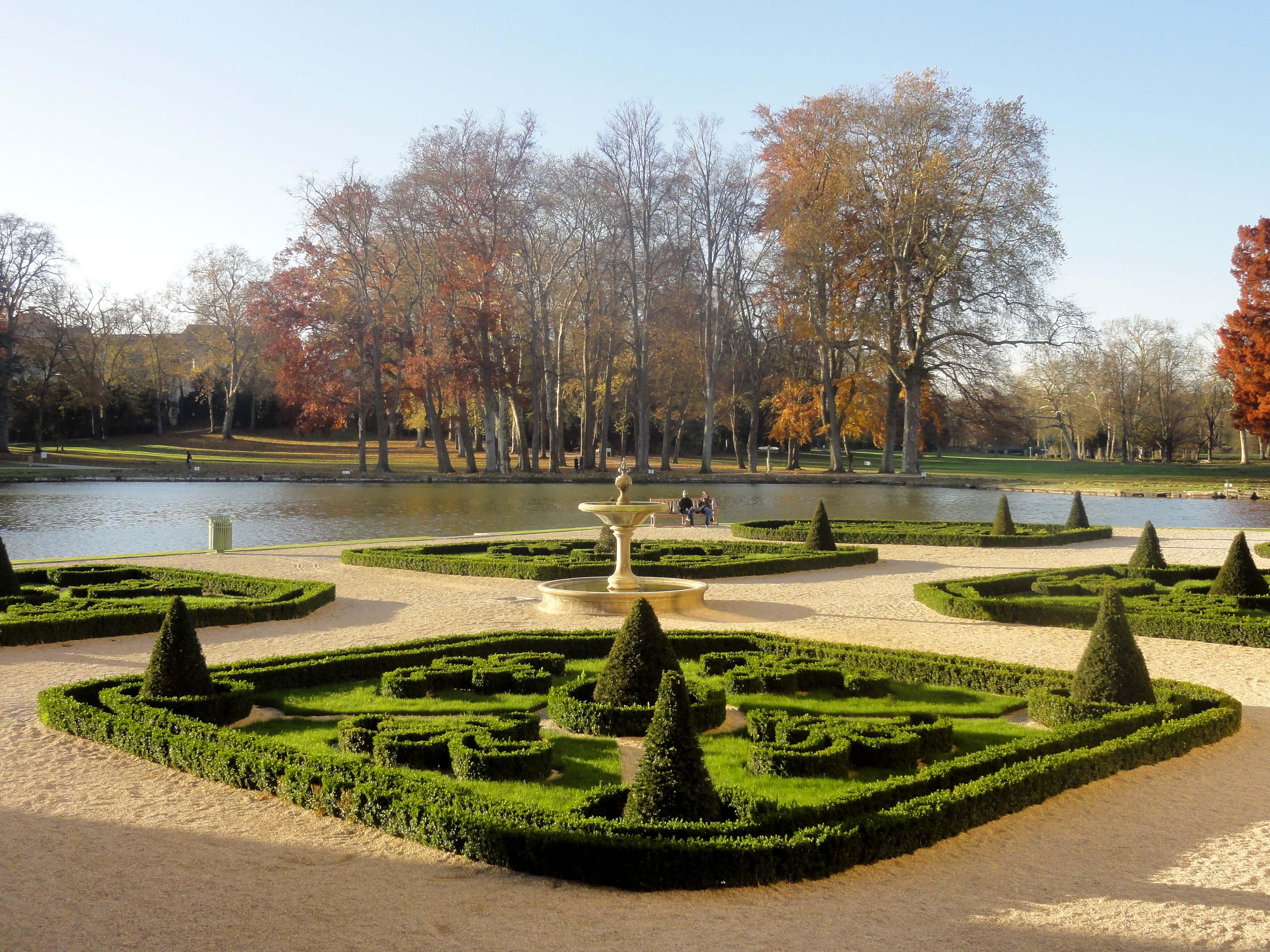
샹티이성의 볼리에르 정원

## 문학
1470년 인쇄기가 파리에 도입되고, 1473년 리옹에서도 출판이 시작된 이래 프랑스의 문학은 더욱 폭넓은 독자층을 지니며 성장하였다. 출판의 성장은 르네상스 휴머니즘과 신플라톤주의와 같은 사상의 성장에도 영향을 주었다. 앙리 2세와 결혼한 카트린 드 메디시스는 이탈리아에서 《궁정론》과 같은 책을 들여왔는데 이는 얼마 지나지 않아 사교계 진출을 위한 필독서가 되었다. 이 시기 프랑스의 시인으로는 피에르 드 롱사르 등이 있고 《아이몽의 네 아들》과 같은 소설이 유행하였다. 16세기에는 상설 극장이 생겨 휴머니즘을 바탕으로 한 비극이 공연되었다. 테오도르 드 베즈가 《아브라함의 희생》을 쓴 시기는 1550년 무렵이다. 콤메디아 델라르테 형식의 희극도 공연되었다. 미셸 드 몽테뉴의 《수상록》은 최초의 수필집으로 평가된다.

## 음악

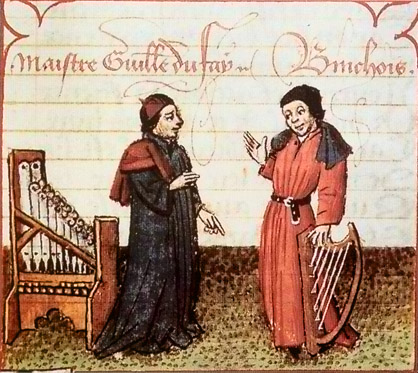
기욤 뒤파이(왼쪽)과 질 뱅슈아

중부 유럽에 위치한 부르고뉴 공작령은 독자적인 자치권을 갖고 있었으나 1477년 프랑스 왕국에 병합되기 이전부터 이미 대다수가 프랑스어를 사용하여 프랑스 문화권 내에 있었다. 당시 유럽 전역에 이름을 떨친 여러 음악가들이 부르고뉴 출신이거나 그곳에서 작곡을 공부한 사람들이었다. 더욱이 부르고뉴의 음악 양식은 병합 이후 프랑스 궁정의 음악에도 영향을 주어 급격한 양식 변화를 일으켰다. 부르고뉴 악파로 불리는 새로운 음악 양식은 이후 프랑스어를 사용하는 저지대 국가 지역에도 확산되어 다성음악을 특징으로 하는 프랑스-플라망 악파의 태동을 가져왔다. 15세기 말이 되면 프랑스의 궁정 음악과 귀족 음악은 교회 음악과는 뚜렷이 구분되는 독자적 특성을 지니게 된다. 보다 대중적이 된 이 시기 음악은 밝고 부르기 편하도록 변화를 거치면서 훗날 샹송이 형성되는 기반이 된다. 기욤 뒤파이와 질 뱅슈아는 부르고뉴 악파의 대표적 음악가로 프랑스 르네상스 초기의 음악을 대표한다.
조스캥 데프레는 프랑스-플라망 악파의 대표적 인물이자 당대 유럽에서 가장 유명한 작곡가였다. 그는 루이 12세의 궁정 음악가였으며 대표작으로 시편 130편에 곡을 붙인 것이 있다. 1520년 프랑수아는 잉글랜드의 헨리 8세와 친선을 다지기 위한 금란의 들판 행사에서 장 무통을 비롯한 프랑스 궁정의 음악가를 대동하여 자신의 화려한 궁정 문화를 뽐내고자 하였다. 장 무통은 반주 없이 4-6 성부의 합창이 노래하는 다성음악인 모테트로 유명하였다.
프랑스 르네상스 시기 음악 가운데 가장 큰 특징으로 샹송을 꼽을 수 있다. 중세 시기부터 다양한 기원을 갖는 세속적 노래들을 샹송이라 불러왔으나 16세기에 들어 샹송은 대중 음악에서 압도적 위치를 차지하게 되었으며 프랑스를 벗어나 유럽 전역에 전파되었다. 16세기 초 샹송은 장-단-단의 댁틸로 시작하였고, 대위법을 도입한 이후 이탈리아 칸소네와 영향을 주고 받으며 발전하였다. 당시 전형적인 샹송은 반주 없이 셋 또는 네 성부가 나누어 부르는 노래였다. 이시기 유명하였던 "파리지앵" 샹송 작곡가로는 클로댕 드 세르미시와 클레망 잔캥으로 잔캥은 1515년 마리냐노 전투의 승리를 축하하는 《La guerre》(전쟁)을 작곡하였다. 16세기 후반 이후 샹송은 뮤지크 메주레(musique mesurée) 양식으로 발전하였는데 이는 하나의 성부만 이용하여 군중이 함께 부르기 쉽도록 규칙적인 박자를 도입한 것이었다. 클로드 르죙 등이 대표적인 작곡가로 플레야드파 시들에 곡을 붙인 노래들이 있다. 16세기 말 샹송의 양식은 에르 드 쿠르(air de cour)로 대체되면서 바로크 시대를 맞게 된다.
16세기 말 위그노 전쟁은 프랑스 음악에 크나큰 영향을 주었다. 칼뱅주의의 영향을 받은 개신교도인 위그노는 로마 가톨릭의 전통 형식인 모테트를 거부하고 새로운 양식을 만들어 내었다. 종교 전쟁의 여파는 음악가에게도 직접적인 영향을 미쳐 개신교 작곡가였던 클로드 구디멜이 성 바르톨로메오 축일의 학살 여파로 리옹에서 죽임을 당했고, 가톨릭이었던 샹송 작곡가 앙투안 드 베르트랑은 툴루즈에서 개신교도의 손에 살해당했다.

## 같이 보기
- 근세 프랑스
- 르네상스
- 프랑스의 예술

## 참고 문헌
- Blunt, Anthony (1993). 《Art and Architecture in France 1500–1700》. ISBN 0-300-05314-2.
- Chastel, André. 《French Art Vol II: The Renaissance》. ISBN 2-08-013583-X.
- Chastel, André. 《French Art Vol III: The Ancient Régime》. ISBN 2-08-013617-8.
- Hampton. Timothy. Literature and Nation in the Sixteenth Century: Inventing Renaissance France (2003) 289p.
- Holt, Mack P. Renaissance and Reformation France: 1500-1648 (The Short Oxford History of France) (2002) excerpt and text search
- Knecht, R. J. The Rise and Fall of Renaissance France: 1483–1610 (2002) excerpt and text search
- Pitts, Vincent J. Henri IV of France: His Reign and Age (2008)
- Potter, David. Renaissance France at War: Armies, Culture and Society, c. 1480–1560, (2008)
- Robin, Diana; Larsen, Anne R.; and Levin, Carole, eds. Encyclopedia of Women in the Renaissance: Italy, France, and England (2007) 459p.